# Club Egara

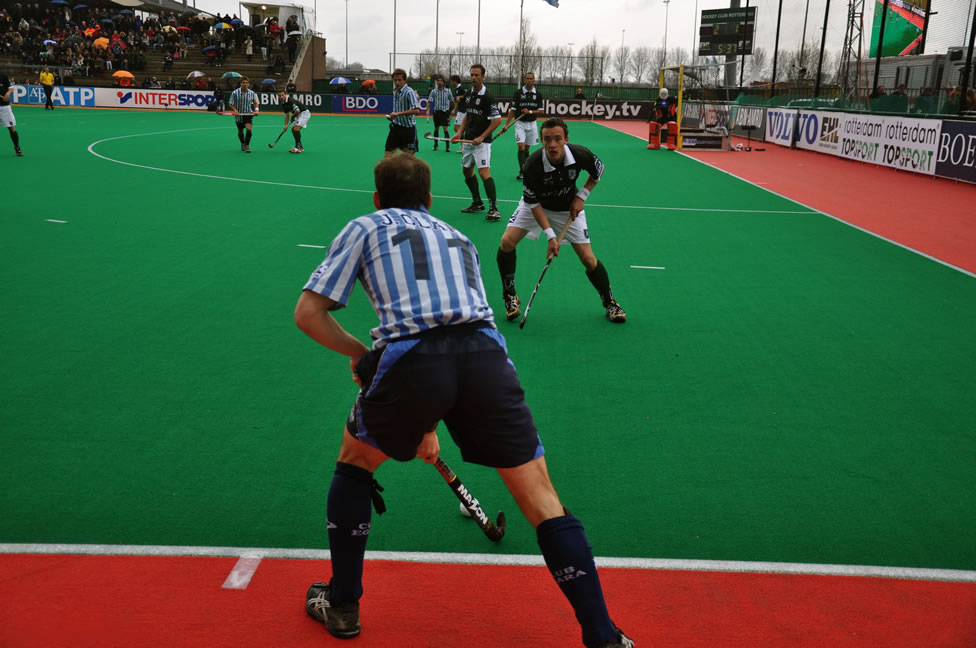
Partido de hockey hierba del Egara.

El Club Egara es un club deportivo de la ciudad de Tarrasa, España, cuya disciplina deportiva más destacada es el hockey sobre hierba, aunque tiene también secciones de tenis, pádel y golf entre otros.

## Historia
El Club Egara se fundó en 1935 con el nombre de CD Armonia Egara, como la sección de Hockey del club Armonia F.C. En el año 1961 se inauguran las actuales instalaciones del Pla del Bon Aire, en Terrassa (ciudad). En los años 1969 y 1970 consigue su mayor éxito, la Copa de Europa de Hockey sobre hierba.
Recibe, de manos del Rey Juan Carlos I, en el año 1996, el Premio Nacional del Deporte.

## Secciones deportivas
- Hockey sobre hierba
- Tenis
- Padel
- Golf
- Hípica
- Gimnasia
- Natación

## Palmarés

### Hockey sobre hierba masculino
- Liga Española (15): (1971, 1972, 1973, 1974, 1975, 1979, 1992, 1993, 1996, 1998, 1999, 2000, 2001, 2016 y 2019)[3]
- Copa del Rey (18): (1921, 1952, 1961, 1963, 1965, 1968, 1969, 1971, 1972, 1973, 1993, 1998, 1999, 2000, 2007, 2009, 2018 y 2021)

### Hockey sobre hierba femenino
- Copa de la Reina (1): (2025)[4]